# Râul Secășița
Râul Secățița este un afluent al râului Miniș. 

## Hărți
- Harta județului Timiș